# Christine de France
Christine de France, parfois prénommée Chrestienne, née à Paris le 10 février 1606 et morte à Turin le 27 décembre 1663, est une princesse française, fille d'Henri IV, roi de France et de la reine Marie de Médicis, qui fut duchesse puis régente du duché de Savoie de 1637 à 1648 par son mariage avec Victor-Amédée Ier.

## Biographie

### Famille

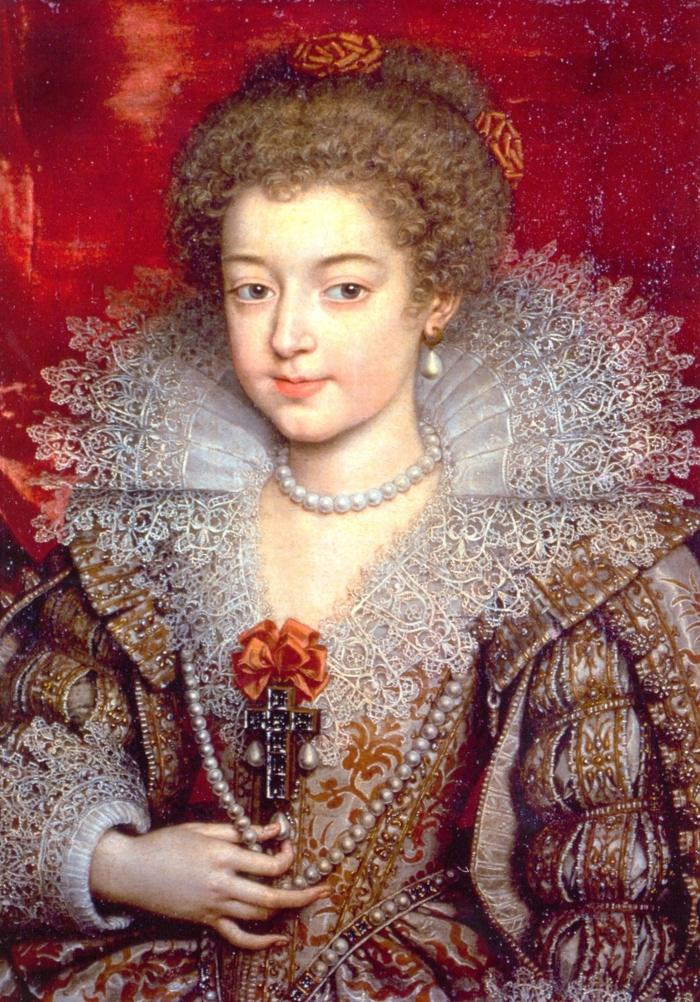
Christine enfant, vers 1615, par Frans Pourbus le Jeune.

Fille d'Henri IV et de Marie de Médicis, elle a pour frères et sœurs : 
- Louis XIII, roi de France (1601-1643) ;
- Élisabeth, reine d'Espagne et de Portugal (1602-1644) ;
- Monsieur d’Orléans, duc d'Orléans (1607-1611) ;
- Gaston, duc d'Anjou puis duc d'Orléans (1608-1660) ;
- Henriette-Marie, reine d'Angleterre (1609-1669).

Sans compter les nombreux bâtards et enfants légitimés de son père. D'ailleurs, elle ne connait guère son père qui meurt assassiné alors qu'elle n'a que quatre ans. Elle est baptisée dans la religion catholique le même jour que son frère Louis et sa sœur Élisabeth et reçoit pour parrain le duc Charles III de Lorraine, et pour marraine la grande-duchesse de Toscane Christine de Lorraine (d'où le choix de son prénom), fille du précédent et de Claude de France, elle-même fille d'Henri II et de Catherine de Médicis. Sa mère est nommée régente avant d'être disgraciée en 1617. 

### Duchesse de Savoie
Elle épouse le 10 février 1619 le duc de Savoie Victor-Amédée Ier de Savoie. Celui-ci devient duc en 1630 mais meurt sept ans plus tard. 
De 1638 à 1647, celle que l'on surnomme « Madame Royale » prend donc la régence pour ses fils François-Hyacinthe, puis Charles-Emmanuel. Cette régence lui est disputée par ses beaux-frères, Thomas de Savoie-Carignan et le cardinal Maurice de Savoie, soutenus par l'Espagne, mais elle peut la conserver avec l'appui de la France. Elle se réconcilie avec ses beaux-frères en 1642, réconciliation scellée par le mariage de sa fille Louise-Christine avec son beau-frère Maurice, qui renonce à la pourpre pour épouser sa propre nièce, alors âgée de 13 ans.
En 1657, afin d'affirmer la puissance de la maison de Savoie, elle entreprend une cartographie des villes du duché, à travers l'ouvrage en deux volumes du Theatrum Statuum Sabaudiæ.

### Mariage et descendance

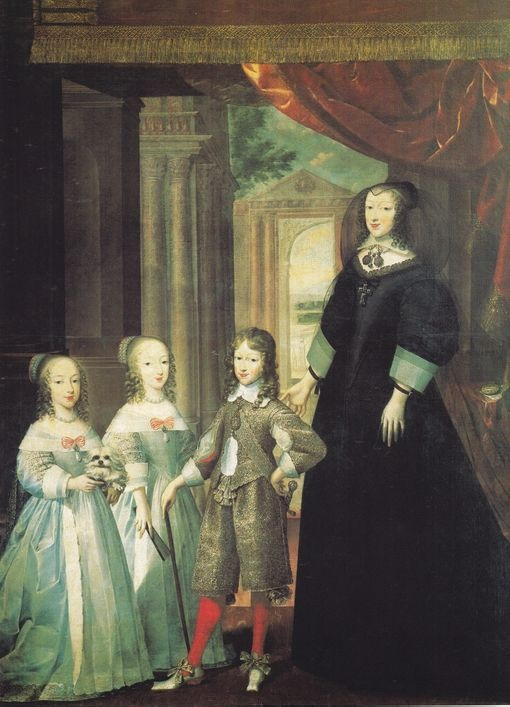
La duchesse de Savoie avec ses enfants.

Elle épouse le 10 février 1619 Victor-Amédée Ier (1587 † 1637), duc de Savoie et prince de Piémont, et eut :
1. Louis-Amédée (1622 † 1628),
2. Louise-Christine de Savoie (27 juillet 1629 † 14 mai 1692) épouse en 1642 Maurice de Savoie (1593 † 1657),
3. François-Hyacinthe de Savoie (1632 † 1638), duc de Savoie et prince de Piémont,
4. Charles-Emmanuel II de Savoie (1634 † 1675), duc de Savoie et prince de Piémont épouse en 1663 Françoise-Madeleine d'Orléans (1648-1664) puis en 1665 Marie-Jeanne de Savoie-Nemours (1644-1724),
5. Marguerite-Yolande de Savoie (1635 † 1663) épouse en 1660 Ranuce II, duc de Parme (1630 † 1694),
6. Henriette-Adélaïde de Savoie (1636 † 1676) épouse en 1652 Ferdinand-Marie de Bavière (1636 † 1679),
7. Catherine-Béatrice de Savoie (1636 † 1637).

## Hommage
Peu de temps après sa naissance, la rue Christine dans le 6e arrondissement de Paris est ouverte et baptisée en son nom en 1607.